# Арест, Фрума Абрамовна
Фру́ма Абра́мовна А́рест (26 ноября 1913, Казань — 22 февраля 1991, Ашхабад) — советский геофизик, специалист в области гравиметрии и гравиметрической картографии, Заслуженный геологоразведчик Туркменской ССР (1967), Почётный гражданин Туркменистана (1967), Кавалер ордена Ленина (1963).
Один из основоположников геолого-геофизической службы Туркменистана.

## Биография
Родилась 26 ноября 1913 г. в Казани в семье школьного учителя.
В 1931 году, после окончания средней школы, поступила на физико-математический факультет Казанского государственного университета, который окончила в 1936 году по специальности «гравиметрия» (диплом № 1526 от 15.11.1948, копия).
В 1936 году зачислена на работу в Туркменскую вариометрическую партию Всесоюзной конторы геофизических разведок (ВКГР) Наркомнефти и направлена на работу в Туркменистан (в 1938 году ВКГР преобразована в Государственный Союзный геофизический трест ГСГТ).
С ноября 1936 по декабрь 1951 — прораб, начальник вариометрической партии, бригадир (начальник) камерального бюро, старший инженер, начальник производственного отдела в геофизических подразделениях ВКГР — ГСГТ:
1936—1941 — в Туркменской вариометрической партии ВКГР (Москва — Гасан-Кули, Туркменская ССР);
1941—1942 в Западно-Сибирской геофизической экспедиции ГСГТ (Москва — Петропавловск, Казахская ССР);
1943—1951 — в Среднеазиатском отделении ГСГТ (Ашхабад, Туркменская ССР).
С 1943 года постоянно проживала и работала в Ашхабаде.
В октябре 1948 года произошло разрушительное Ашхабадское землетрясение, погиб почти каждый третий житель города. Погиб во время этой катастрофы муж Ф. А. Арест, инженер-геофизик Ивонин Анатолий Михайлович, в то время возглавлявший Среднеазиатское отделение ГСГТ.
1951—1952 — Ф. А. Арест технический руководитель, главный инженер комплексной геофизической экспедиции на трассе Главного Туркменского канала (Казанджик, Туркменская ССР),
1952—1953 — главный инженер треста «Средазнефтегеофизика» (Ашхабад, Туркменская ССР).
С апреля 1953 и до завершения трудовой деятельности (сентябрь 1986) — начальник комплексной гравимагнитной партии, одновременно, в 1970—1986 г. начальник специализированного подразделения № 13 Министерства геологии СССР, организатор и постоянный куратор специализированной гравиметрической службы Туркменской ССР.

## Научно-производственная деятельность
Почётный член секции Комитета по присуждению Государственных премий Туркменской ССР в области науки и техники (1980—1985 г.).
Участник Научно-редакционного Совета по геологической картографии Министерства геологии СССР. Геофизическая секция (1962—1978 г.)
Постоянный участник научных и методических комиссий Управления Геологии Туркменской ССР.
За участие в открытии месторождений нефти Кум-Даг (1948 год), Котур-Тепе (1956) и Барса-Гельмес (1962), газоконденсатного месторождения Кизыл-Кум (1958,) составивших основной фонд нефтяной промышленности республики, награждена в 1963 году орденом Ленина.
Вся трудовая деятельность Ф. А. Арест связана со становлением и развитием геофизических и особенно гравиметрических методов в изучении глубинного геологического строения земной коры при поисках месторождений нефти и газа в нефтегазоносных провинциях Туркменистана и Средней Азии в целом.
30—40 г. двадцатого столетия — вместе со своим мужем, А. М. Ивониным, Ф. А. Арест была в числе первых геофизиков и геологов-инициаторов создания и развития советской разведочной геофизики. Это были: В. В. Федынский, Ю. Н. Годин, А. М. Лозинская, А. И. Гершанок, А. А. Девяткин, П. М. Тиханов, И. К. Туезов, А. А. Шрейдер и многие другие геофизики и геологи. В течение двух десятилетий вся территория Юго-Западного Туркменистана была охвачена общей гравиметрической съемкой, выполненной А. М. Ивониным, Ф. А. Арест, А. А. Шрейдером. Геофизические исследования положили начало не только пониманию глубинного строения этого сложного региона, но и осознанию решающей роли геофизики в решении геологических задач. По материалам гравиметрической съёмки Ф. А. Арест составила одну из первых схем тектонического районирования Западно-Туркменской впадины, выделила перспективные нефтегазоносные районы и структурные формы, подтвердившиеся впоследствии открытием месторождений Котур-Тепе, Кум-Даг, Окарем и др. Впервые была определена уникальная природа горного кряжа Большого Балхана в качестве блоковой пограничной структуры, установлен шовный характер тектонического контакта платформы Красноводского полуострова и Южно-Каспийской впадины.
Объектом последующей работы стала вся сложнопостроенная территория Туркменистана.
1950—1970-е годы — Ф. А. Арест организатор и руководитель планомерного покрытия территории Туркменистана гравиметрической съёмкой масштаба 1:200 000 (завершённой к концу 60-х годов). Организатор и непосредственный исполнитель работ по обобщению и интерпретации результатов гравиметрических измерений в комплексе с сейсморазведкой КМПВ, ГСЗ, с аэромагнитной съёмкой и данными глубокого разведочного бурения. Автор методики интерпретации наблюденных и производных аномалий силы тяжести в качестве критериев выделения разномасштабных разломных дислокаций. Автор-составитель и редактор многочисленных карт геологического и геофизического содержания территории Туркменской ССР, наиболее значительные из которых:
Гравиметрическая карта Туркменской ССР масштаба 1:1 000 000.
Государственная Гравиметрическая карта СССР масштаба 1:200 000 (территория Туркменской ССР).
Тектоническая карта западных районов Средней Азии и Каспийского моря масштаба 1:1 000 000.
Карта нефтегазоносных областей и перспектив нефтегазоносности запада Средней Азии масштаба 1:1 000 000, определившая направление последующих этапов геофизической разведки и бурения.
Ф. А. Арест — пропагандист научных и практических достижений гравиметрической разведки, важнейшей роли геофизической разведки в региональной и нефтегазовой геологии. Вместе с В. В. Федынским и Ю. Н. Годиным создала среднеазиатскую школу геофизиков, одну из самых сильных в системе нефтяной промышленности СССР.

## Основные результаты работ
- Отчёт о работе тематической партии № 16/57 за 1955—1957 г. Текст (т. 1) и графические приложения (т. 2-5). Ашхабад, 1957. Туркменский геологический фонд. Всесоюзный геологический фонд.
- Сводный отчёт о работе группы геофизических партий ЦКТЭ за 1960—1962 г. Текст (т. 1) и графические приложения (т. 2-5). Ашхабад, 1962. Туркменский геологический фонд. Всесоюзный геологический фонд.
- Сводный отчёт о работе группы геофизических партий ЦКТЭ за 1962—1964 г. Текст (т. 1) и графические приложения (т. 2-5). Ашхабад, 1964. Туркменский геологический фонд. Всесоюзный геологический фонд.
- Государственная гравиметрическая карта СССР (Туркменская ССР) масштаба 1:200 000, 75 листов в полном комплекте (текст и графика). Ашхабад, 1964—1985 г. Туркменский геологический фонд.

## Публикации
- Ф. А. Арест, Д. М. Мильштейн. Геофизические аномалии Туркменистана и их связь с глубинным геологическим строением. (Государственный геологический комитет ТССР. Ашхабад, 1964).
- Г. И. Амурский, Ф. А. Арест, В. Т. Воловик, Ф. В. Глазунова, В. И. Лыков, А. Е. Старобинец, М. Е. Старобинец. Критерии выделения зон глубинных разломов, их классификация и роль в современной структуре Юга Туранской плиты. (Академия наук СССР. Международный геологический конгресс. XXIII сессия. Москва, 1968).
- Ф. А. Арест, Д. А. Лазарев, С. П. Ипатенко, А. А. Кравченко. Краткий обзор плотностных границ раздела в осадочном чехле территории Туркменской ССР. (Министерство геологии СССР. Труды Управления геологии ТССР. Ашхабад, 1968).

## Ученики
- Воловик Валентин Тихонович — кандидат наук
- Головин Геннадий Петрович
- Ипатенко Станислав Петрович
- Киреев Борис Иванович
- Меттиев Розы Меттиевич — кандидат наук

## Награды и звания
- Почётная грамота Президиума Верховного Совета ТССР. В ознаменование ХХ-летия ТССР. (25.12.1944).
- Почётная грамота Президиума Верховного Совета ТССР с присвоением звания «Заслуженный геологоразведчик Туркменистана» (03.11.1967)
- Знак «Почётный гражданин Туркменистана» (1967).
- Орден Ленина № 332140 (Указ Президиума Верховного Совета СССР от 29.04.1963)
- Медали Президиума Верховного Совета СССР. (1945, 1951, 1970, 1975, 1984, 1985).
- Премия Совнаркома ТССР за открытие месторождения газа и конденсата Кизыл-Кум (приказ Совнаркома ТССР № 56 от 19.05.1958).
- Благодарственный адрес Начальника Главного управления геодезии и картографии И. А. Кутузова и Министра геологии СССР Е. А. Козловского за вклад в развитие советской гравиметрии (1982).
- Знак «Отличник соцсоревнования Наркомнефти» СССР (1944).
- Медаль «За заслуги в разведке недр» Министерства геологии СССР. Многочисленные Почётные грамоты Министерства Геологии СССР.